# Garzê
| Tibetische Bezeichnung                                    |
| --------------------------------------------------------- |
| Tibetische Schrift: དཀར་མཛེས་                              |
| Wylie-Transliteration: dkar mdzes                         |
| Offizielle Transkription der VRCh: Garzê                  |
| THDL-Transkription: Kardzé                                |
| Andere Schreibweisen: Karze, Kanze, Kandse, Ganze, Gandze |
| Chinesische Bezeichnung                                   |
| Traditionell: 甘孜                                        |
| Vereinfacht: 甘孜                                         |
| Pinyin:Gānzī                                              |

Lage Garzês in Sichuan

Der autonome Bezirk Garzê (auch Kardze, tibetisch དཀར་མཛེས Wylie dkar mdzes) der Tibeter (chinesisch 甘孜藏族自治州, Pinyin Gānzī Zàngzú Zìzhìzhōu) liegt im Nordwesten der chinesischen Provinz Sichuan und ist der tibetischen Kulturregion Kham zuzurechnen. „Kandse“ ist die tibetische Bezeichnung in lokaler Aussprache, nach offizieller Lautschrift der VR China für die tibetische Sprache als „Garzê“ transkribiert. Sein Verwaltungssitz ist die Großgemeinde Lucheng der Stadt Kangding. Früher war sie als bedeutender Handelsort unter den Namen Kangding, Dartsedo, Darzêdo und Dajianlu (Tatsienlu) bekannt. Garzê hat eine Fläche von 147.681 km² und 1.107.431 Einwohner (Stand: Zensus 2020).

## Administrative Gliederung

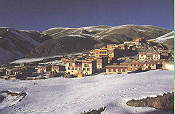
Das Großkloster Lithang im autonomen Bezirk Garzê

Auf Kreisebene setzt sich der autonome Bezirk aus einer kreisfreien Stadt und siebzehn Kreisen zusammen (Stand: Zensus 2020):

## Ethnische Gliederung der Bevölkerung (2000)
Beim Zensus im Jahr 2000 hatte Garzê 897.239 Einwohner (Bevölkerungsdichte: 5,94 Einw./km²). Beim Zensus im Jahr 2010 lag die Einwohnerzahl bei 1.164.900 Personen.
| Name des Volkes | Einwohner | Anteil  |
| --------------- | --------- | ------- |
| Tibeter         | 703.168   | 78,37 % |
| Han             | 163.648   | 18,24 % |
| Yi              | 22.946    | 2,56 %  |
| Qiang           | 2.860     | 0,32 %  |
| Hui             | 2.190     | 0,24 %  |
| Naxi            | 760       | 0,08 %  |
| Mongolen        | 477       | 0,05 %  |
| Bai             | 292       | 0,03 %  |
| Sonstige        | 898       | 0,11 %  |